# Дослідницький реактор

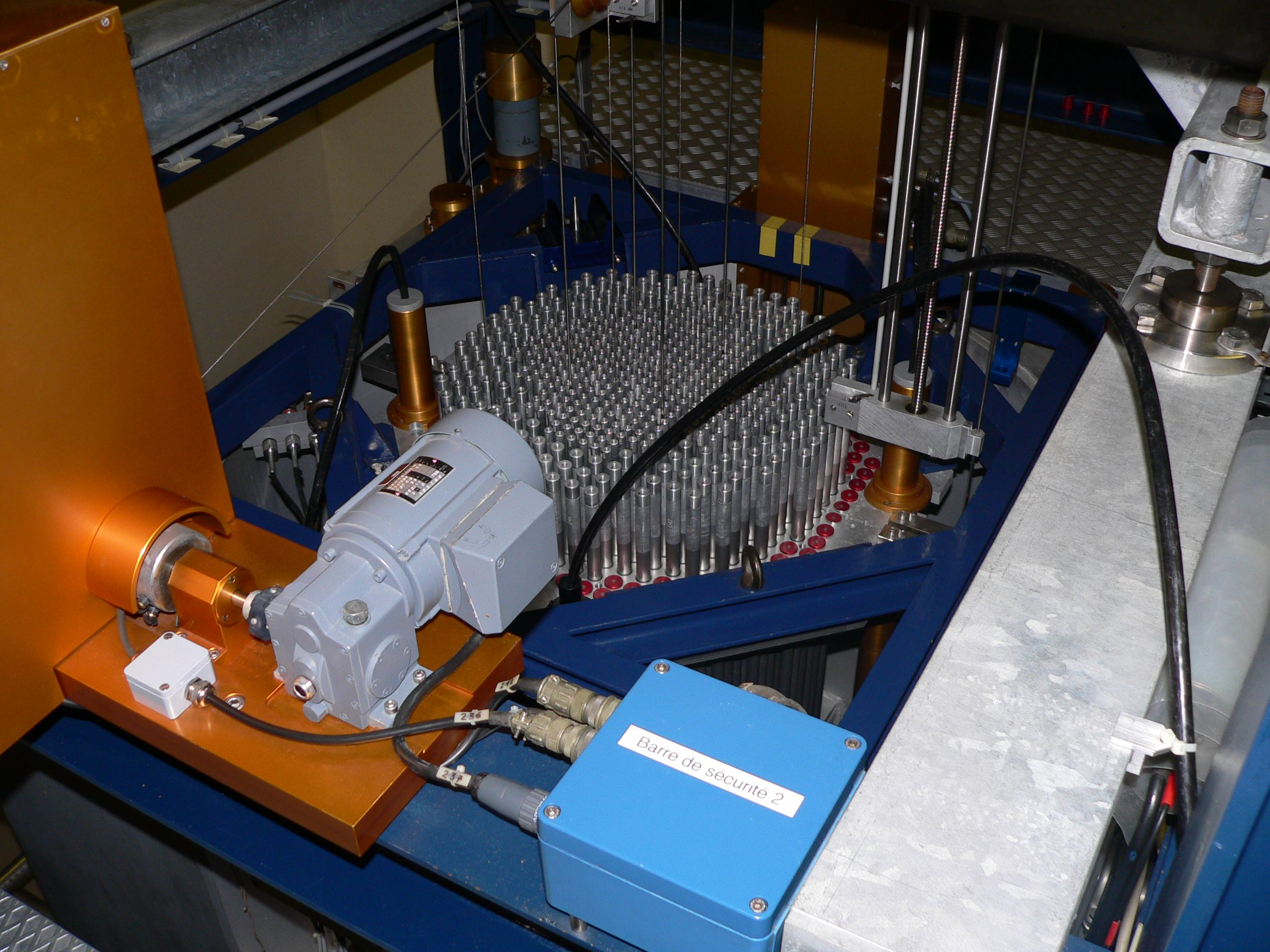
CROCUS — дослідницький реактор Федеральної політехнічної школи Лозанни, Швейцарія.

Дослідницький реактор — це ядерний реактор, який служить переважно як джерело нейтронів. Їх також називають неенергетичними реакторами, на відміну від енергетичних реакторів, які використовуються для виробництва електроенергії, генерації тепла або у якості морської рушійної установки.

## Мета
Нейтрони, вироблені дослідницьким реактором, використовуються для дослідження розсіювання нейтронів, неруйнівного контролю, аналізу та випробування матеріалів, виробництва радіоізотопів, досліджень та інформаційно-просвітницької діяльності з громадськістю. Дослідницькі реактори, які виробляють радіоізотопи для медичного або промислового використання, іноді називають ізотопними реакторами. Нині реактори, оптимізовані для експериментів, конкурують із джерелами на реакціях сколювання.

## Технічні аспекти
Дослідницькі реактори простіші, ніж енергетичні, і працюють при нижчих температурах. Їм потрібно набагато менше палива, і набагато менше продуктів поділу накопичується під час використання палива. З іншого боку, їхнє паливо вимагає більше високозбагаченого урану, як правило, до 20 % U-235, хоча деякі використовують 93 % U-235; в той час як 20 % збагачення, як правило, не вважається придатним для використання у ядерній зброї, 93 % зазвичай називають «збройним класом». Вони також мають дуже високу щільність потужності в ядрі, що вимагає особливих конструктивних особливостей. Як і у енергетичних реакторах, активна зона потребує охолодження, як правило, природної або примусової конвекції води, і сповільнювач необхідний для уповільнення швидкостей нейтронів і посилення поділу. Оскільки виробництво нейтронів є їх основною функцією, більшість дослідницьких реакторів користуються відбивачами, щоб зменшити втрати нейтронів з активною зоною.

## Переведення на низькозбагачений уран
Міжнародне агентство з атомної енергії та Міністерство енергетики США ініціювало програму в 1978 році з розробки засобів перетворення дослідницьких реакторів з використанням високозбагаченого урану (ВЗУ) для використання низькозбагаченого урану (НЗУ), на підтримку своєї політики нерозповсюдження. До того часу США поставили дослідницькі реактори та високозбагачений уран у 41 країну в рамках своєї програми Атом заради миру . У 2004 році Міністерство енергетики США продовжило програму прийому відпрацьованого ядерного палива закордонних дослідницьких реакторів до 2019 року.
Станом на 2016 рік у звіті Національних академій наук, інженерії та медицини робиться висновок, що переведення всіх дослідницьких реакторів на НЗУ не може бути завершено не раніше 2035 року. Частково це пояснюється тим, що розробка надійного палива з НЗУ для дослідницьких реакторів із високим потоком нейтронів, яке не виходить з ладу через набухання, була повільнішою, ніж очікувалося. Станом на 2020 рік залишилося 72 дослідницькі реактори з високозбагаченим ураном.

## Конструктори та проектувальники
У той час як у 1950-х, 1960-х і 1970-х роках існувала низка компаній, що спеціалізувалися на проектуванні та будівництві дослідницьких реакторів, згодом діяльність цього ринку охолола, і багато компаній вийшли.
Сьогодні ринок об'єднався в кілька компаній, які зосереджують ключові проекти по всьому світу.
Останній міжнародний тендер (1999) на дослідницький реактор був організований ANSTO на проектування, будівництво та введення в експлуатацію OPAL. Чотири компанії пройшли попередню кваліфікацію: AECL, INVAP, Siemens та Technicatom. Проект був переданий компанії INVAP, яка будувала реактор. В останні роки AECL вийшла з цього ринку, а діяльність Siemens і Technicatom було об'єднано в AREVA.

## Класи дослідницьких реакторів
- Водний гомогенний реактор[en]
- Реактор класу "Аргонавт"[en]
- Клас DIDO[en], шість реакторів високого потоку по всьому світу
- TRIGA[en], дуже успішний клас із >50 установками по всьому світу
- Клас SLOWPOKE[en], розроблений AECL, Канада
- Мініатюрний реактор-джерело нейтронів[en], заснований на конструкції SLOWPOKE, розробленої AECL, зараз експортується Китаєм